# Último parte de la guerra civil española

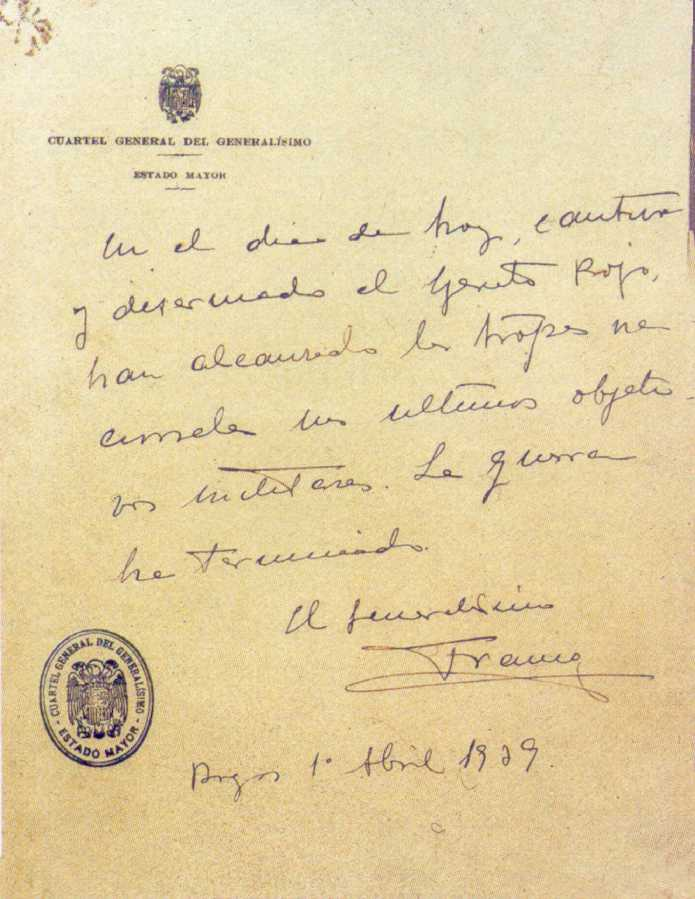
Documento original del último parte.

El último parte de la guerra civil española fue firmado por el general Francisco Franco el 1 de abril de 1939, a través de un folio encabezado por el membrete del «Cuartel General del Generalísimo. Estado Mayor». Es un breve texto, muy famoso.
Transcripción literal de las palabras manuscritas del dictador y jefe de los sublevados: Franco:

En el día de hoy, cautivo
 y desarmado el Ejército Rojo,
 han alcanzado las tropas na-
cionales sus últimos objeti-
vos militares. La guerra
 ha terminado.

El Generalísimo
 Franco
Burgos, 1° Abril 1939.

## La guerra ha terminado
«La guerra ha terminado» es la frase con la que concluye el último parte de guerra del bando o facción de los sublevados, emitido el 1 de abril de 1939 por Franco. Con ese comunicado finalizó oficialmente la contienda fratricida, de ahí que se difundiera nacional e internacionalmente.[cita requerida]

## Lectura radiofónica
Se trata del único parte firmado por el general  Franco, quien revisó minuciosamente la redacción y aplicó varias correcciones. El texto definitivo se llevó a toda prisa desde la sede del gobierno franquista durante la guerra, hasta el entonces Estudio de Radio Nacional de España, en el cercano Paseo del Espolón. Fue leído a las 22:30 por el actor y locutor Fernando Fernández de Córdoba, con entonación y énfasis propios de la radiofonía de aquellos años.[¿según quién?]

## Contexto histórico del parte

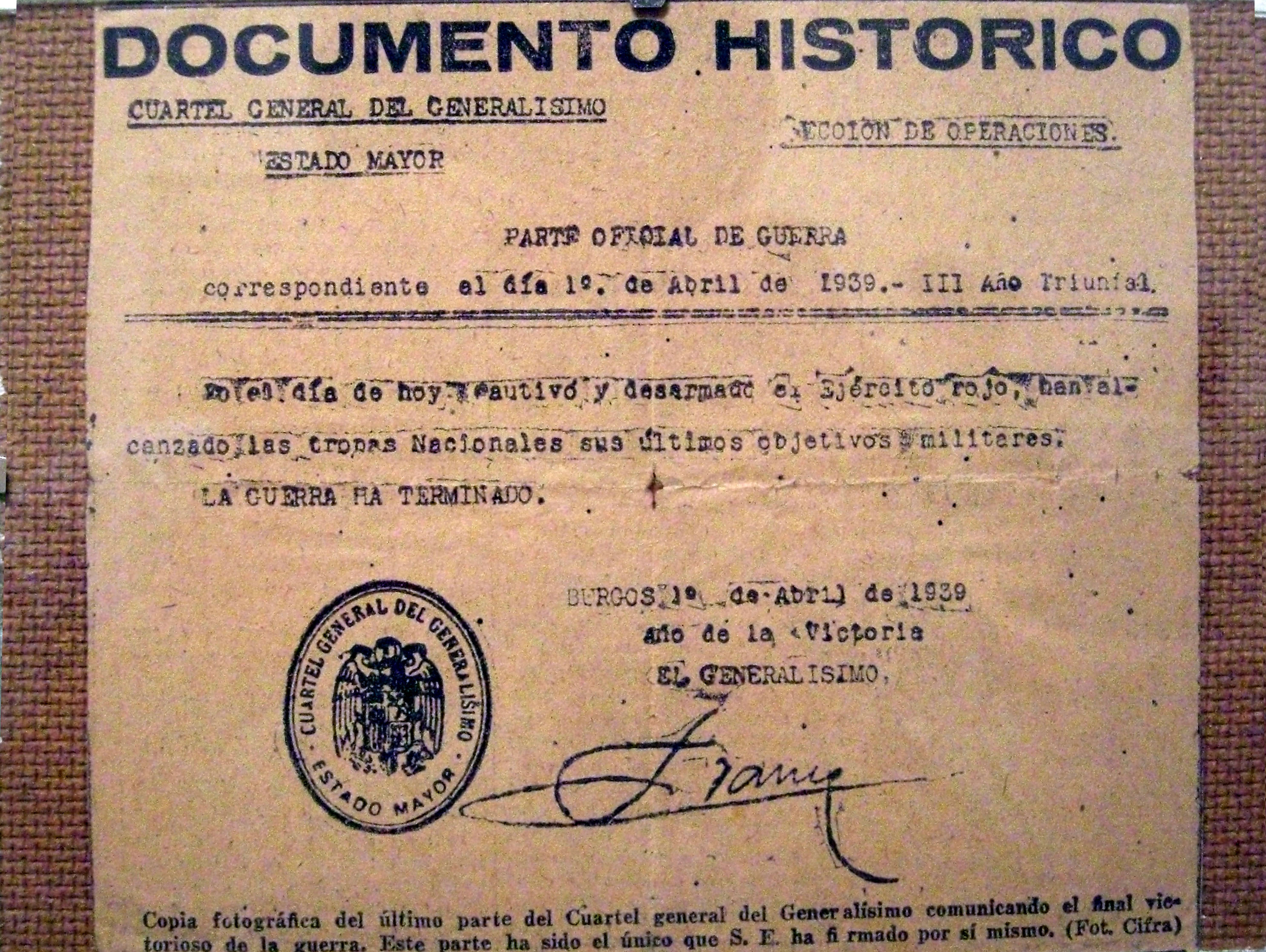
Reproducción facsímil del último parte oficial de guerra firmado por el General Francisco Franco. Concluye con la frase: «la guerra ha terminado».

"Parte". El parte de guerra, emitido radiofónicamente durante la guerra civil, fue sustituido por un informativo más convencional, aunque durante los años de la dictadura se designó con el mismo nombre. Durante el franquismo,  todas las emisoras de radio privadas tenían la obligación de conectar con la radio pública española a la hora del informativo o, como se le designó, "parte". De ahí que las personas que vivieron el franquismo todavía hoy sigan llamando "el parte" a cualquier tipo de informativo, tanto radiofónico como televisado.
El cuartel general del generalísimo estaba entonces en el Palacio de la Isla de Burgos, capital provisional del bando nacional durante la guerra civil.
III año triunfal era una manera protocolaria de llamar al año 1939. El bando franquista llamó a 1937 I año triunfal y a 1938 II año triunfal. 1939 fue también llamado por este bando como Año de la Victoria. Sobre esta costumbre de asignar eslóganes propagandísticos a los años, se ha especulado que pudiera estar copiada de la Italia de Mussolini, que numeraba los años en números romanos contando a partir de 1922 (año de la Marcha sobre Roma). Sin embargo, Mercedes Martínez, hija del teniente coronel José Martínez Maza, ayudante de campo de Franco durante la guerra, explicó el porqué de la utilización del término «Año Triunfal» desde el inicio de la contienda:

«Tanto Franco como mi padre eran muy católicos, y, según la Iglesia, no se podía empezar una guerra si no se estaba seguro de que se iba a ganar. Por eso, aquella frase debía responder a ese convencimiento en la victoria».

El teniente coronel Martínez Maza se quedó con el borrador del parte de guerra escrito por Franco, al que también pidió permiso para quedarse con el lápiz que había utilizado. Así permaneció este documento original, primero en manos del teniente coronel hasta su muerte en 1963, y después en las de sus familiares. Excepto una fotografía en blanco y negro realizada por la agencia EFE hace varias décadas, no existía ninguna otra imagen pública de este borrador, hasta que el diario ABC mostró en exclusiva y en color este trozo de la historia de España, justo al cumplirse 75 años de la redacción de las famosas palabras que tantas vidas había costado redactar.
El primero de abril pasó a ser celebrado como Día de la victoria durante todo el franquismo.
Nótese que el parte habla de que las tropas nacionales han alcanzado sus últimos objetivos «militares». Franco subrayaba así la importancia política que para él tenía el ejército.
A pesar de ser considerado como el final de la contienda, continuó habiendo guerrillas de combatientes republicanos (maquis) hasta finales del mes de abril de 1939 , e incluso hubo conatos de guerrillas en las cercanías de Madrid durante los años de la posguerra. Pero como eran milicianos y no formaban parte del ejército regular, pasaron a ser considerados como terroristas o bandoleros por las autoridades franquistas.[cita requerida]

## Influencia cultural
La ucronía titulada En el día de hoy, del escritor español Jesús Torbado (que obtuvo el Premio Planeta en 1976), toma su título de las primeras palabras del parte. En esta ucronía se novela qué podría haber pasado si el gobierno de la Segunda República hubiese ganado la guerra civil española. La novela se aprovecha de lo conocido que es el parte, repitiéndolo palabra por palabra, pero cambiando "ejército rojo" por "ejército faccioso" y "Nacionales" ("...tropas Nacionales...) por "Republicanas".
La película cómica española de 1982, Cristóbal Colón, de oficio... descubridor, contiene una escena donde la reina Isabel I de Castilla lee el parte que anuncia el final de la Guerra de Granada, el cual reproduce textualmente el parte del General Francisco Franco, donde solo se sustituye la expresión "ejército rojo" por "ejército enemigo".